# 施瓦茨湖 (卡措)
54°01′22″N 13°36′45″E / 54.022723°N 13.612545°E
施瓦茨湖（德語：Schwarzer See），是德國的湖泊，位於該國東北部梅克倫堡-前波美拉尼亞州，由前波美拉尼亞-格賴夫斯瓦爾德縣負責管轄，長0.4公里、寬0.2公里，面積0.07平方公里，海拔高度28米，最大水深3米。